# Internierungs- und Flüchtlingslager Camp d’Astor
Das Internierungs- und Flüchtlingslager Camp d'Astor (gelegentlich auch Camp de Paloumet) entstand in der Gemarkung der Gemeinde Bias (Lot-et-Garonne), Frankreich (Lage) als eines von fünf Lagern, die ab Ende 1939 geschaffen wurden, um die für den Bau einer Schießpulverfabrik (Poudrerie) benötigten Zwangsarbeiter unterzubringen. Nach dem Scheitern des Poudrerie-Projekts in der Folge des Waffenstillstands von Compiègne (1940) wurde das Camp d’Astor auch in den Folgejahren bis weit in die 1970er Jahre hinein immer wieder zur vorübergehenden oder längerfristigen Internierung von Menschen benutzt.

## Das Camp d’Astor zwischen 1939 und 1945
Im Vergleich etwa zu den Lagern in Casseneuil und Sainte-LIvrade gibt es nur wenige Hinweise über das Camp d'Astor in den Jahren 1939/1940 und über dort stationierte Fremdarbeiter-Kompagnien. Auf einer CAFI-Webseite ist zu lesen, dass die spanischen Lagerbewohner von der lokalen Bevölkerung mit Vorurteilen bedacht worden seien und in Bias und Casseneuil „in Halbfreiheit“ gelebt hätten. „Politische Flüchtlinge, die vor den Massakern des Franquismus flohen und in Frankreich verdächtigt wurden, Anarchisten und Unruhestifter zu sein, wurden in den Lagern untergebracht, die von der Armee und der Gendarmerie streng überwacht wurden. Sie erinnern sich aus allen Blickwinkeln an ihre schwierigen Lebensumstände und immer wieder taucht der Begriff ‚Konzentrationslager‘ auf.“ Die Unterbringung erfolgte in Baracken, die sanitären Einrichtungen waren mangelhaft und die Verpflegung unzureichend.
Auf der CAFI-Webseite heißt es, dass die spanischen Arbeitskräfte 1941 abgezogen und an andere Arbeitsstellen verbracht worden seien. Nach Madeleine Duranthon wurde das Camp d’Astor aber bereits 1940 der Militärverwaltung des Vichy-Regimes unterstellt, die es nutzte, um dort unter der Kontrolle der Waffenstillstandskommission militärisches und ziviles Material, darunter etwa 5000 Kraftfahrzeuge, einzulagern. Das hierzu eingesetzte militärische Personal habe aus den von den Deutschen besetzten Gebieten im Osten Frankreichs gestammt, wohin die Männer nicht hätten zurückkehren können.:S. 28 Der Kommandant des Lagers, Colonel Georges Robinet, arbeitete mit einer Geheimorganisation, dem Netzwerk „Camouflage du Materiel“ (CDM), zusammen, das sich dem Waffenstillstandsabkommen widersetzte und auch gegen den Willen des Vichy-Regimes versuchte, Kriegsmaterial vor dem Zugriff der Deutschen zu sichern und zu verbergen sowie im Geheimen neu herzustellen.
1943 flogen die geheimen Aktivitäten auf und Georges Robinet wurde von der Gestapo verhaftet. Nach Verhören in Toulouse wurde er schließlich nach Buchenwald deportiert und dort gefoltert. Es sei ihm allerdings gelungen, alle Anschuldigungen von sich zu weisen und keine Details über die Aktionen preiszugeben. Robinets Peiniger erhalten „vom Leiter des Lagers Bias keine Informationen, weder über die Anführer noch über das getarnte Material […]. Nach der Rückkehr aus der Deportation fährt Oberst Robinet nur noch im Rollstuhl durch die Straßen von Bias. Frau Robinet wurde ebenfalls in das Konzentrationslager Ravensbrück deportiert und hatte gleichermaßen das Glück, von dort zurückzukehren.“:S. 28
Duranthon erwähnt in dem Zusammenhang auch noch die Gründung einer lokalen Widerstandsgruppe in Bias im Jahr 1943. Diese Gruppe, die „groupe franc 13“ (GF 13), habe aus Freiwilligen und Maquisards bestanden, die zuerst an der Befreiung des Département Lot-et-Garonne und nach der Befreiung Frankreichs auch an den Kämpfen in Deutschland teilgenommen hätten.:S. 28
Nur bei Camille Bonnassies findet sich der Hinweis, das Camp d'Astor sei während des 2. Weltkriegs als Gefängnis für Widerstandskämpfer genutzt worden.:S. 32

## Das Camp d’Astor in der unmittelbaren Nachkriegszeit
Im Laufe des Jahres 1945 wurde eine seit Ende 1944 im ehemaligen Poudrerie-Camp Camp du Moulin in Sainte-Livrade stationierte Ausbildungskompanie der Luftwaffe um mehrere Kompagnien aufgestockt und deren Angehörige im Camp de la Glaudoune (Casseneuil) und im Camp d'Astor untergebracht.

„Das Ganze erhielt den Namen C.l.M.T. "Centre d'instruction militaire et technique" (Zentrum für militärische und technische Ausbildung) und wurde im Mai, nachdem die Unterabteilungen abgeschafft worden waren, zum Ausbildungszentrum der 3. Luftwaffenregion in Bordeaux. Das Führungspersonal bestand aus Offizieren und Unteroffizieren aus England und Deutschland - Navigatoren sowie Mitgliedern der "Forces Françaises de l'Intérieur" (laut Aussage eines Ofliziers des Lagers).“

Die Truppenstärke der drei Lager habe zusammen 3000 Mann betragen und Sainte-Livrade sei regelrecht zu einer Garnisonstadt geworden, und die Stationierungen bestanden mindestens bis 1946 fort.:S. 29 Zudem seien in allen der drei genannten Lager parallel zu ihrer militärischen Nutzung seit 1943 auch Kolonialsoldaten untergebracht worden und in Bias 1945 auch etwa 700 Kriegsgefangene.:S. 30
Nach Duranthon endete die Nachkriegsperiode für das Camp d'Astor 1947, die Baracken wurden restauriert und umgebaut, ohne dass der lokalen Bevölkerung der Zweck dieser Maßnahmen mitgeteilt wurde.:S. 31

## Die Indochinesen im Camp d’Astor
Frankreich hatte nicht nur spanische und deutsche Emigranten als Fremdarbeiter zwangsverpflichtet, sondern ebenso auch Arbeitskräfte aus Französisch-Indochina. Zwar sollte die Rückführung dieser Männer direkt nach dem Ende des Zweiten Weltkriegs erfolgen, doch war dies aufgrund der noch unterbundenen Seewege nicht möglich. Die Menschen wurden in verschiedenen Lagern festgehalten, bevor sie dann 1948 in ehemalige Poudrerie-Camps überstellt wurden – im April 1948 etwa 840 ins Camp d’Astor.
In dem eben zitierten Bericht ist davon die Rede, dass sich die Behörden um eine Art Mitbestimmung der Lagerinsassen bemüht hätten. An der Wahl von sechs Beiratsmitgliedern in Bias beteiligten sich am 28. April aber von 950 Internierten nur 95 an der Abstimmung, während es eine geheime Gruppe gegeben habe, die nicht Teil des gewählten Konsultativkomitees war und die meisten Männer fest in der Hand gehabt habe. Der Autor des Berichts glaubt zu wissen, wer der externe indochinesische Instruktor für das Camp d'Astor ist und nennt zugleich die Namen von 26 weiteren Personen im Camp, die er für gefährlich hält. Bemerkenswert sei auch, dass die von außen in Bias eintreffenden Instruktionen sehr schnell an die Internierten im Camp du Moulin weitergeben würden. Er informierte auch darüber, dass im Lager Kurse zur politischen Bildung mit marxistisch-leninistischen und trotzkistischen Inhalten abgehalten würden und jeden Sonntag Versammlungen stattfänden. Am 13. Juni 1948 sei in einer Versammlung eine Resolution verabschiedet worden, die die Politik des Bảo Đại verurteilt habe.
Laut CAFI befanden sich im Juli 1949 im Camp d’Astor nur noch 508 Männer. Die Rückführung der Indochinesen in ihre Herkunftsländer sei aber erst Ende 1952, mitten im Indochinakrieg, abgeschlossen worden.
Gewissermaßen als gegenläufige Bewegung zu den in ihre Heimat zurücktransportierten indochinesischen Fremdarbeitern kamen nach Frankreichs Niederlage im Indochinakrieg Tausende Flüchtlinge mit französischen Pässen zurück nach Frankreich.
Im Zuge dieser Rückwanderungen nahm das Camp d'Astor 1956 605 Rückkehrer aus Indochina auf, darunter 377 Minderjährige. 1962 wurden die letzten dort noch ansässigen Rückkehrer in das Camp du Moulin in Sainte-Livrade umgesiedelt, das zum CAFI geworden war, der „Cité d'Accueil des Français d'Indochine“ (Empfangsstadt für Franzosen aus Indochina).

## Das Harkis-Camp
Frankreich hatte 1954 den Indochinakrieg verloren und verlor mit den am 18. März 1962 unterzeichneten Verträgen von Évian auch den algerischen Unabhängigkeitskrieg. In der Folge strömten nicht nur französische Siedler zurück ins Mutterland, sondern auch die muslimischen Hilfskräfte der ehemaligen Kolonialmacht, die Harkis. Diese waren von Anfang an „in zweifacher Hinsicht aus[gegrenzt] - sie sind weder Rückkehrer wie die anderen noch Franzosen wie die anderen.“ Ihre Unterbringung in Wohnungen hatte für die Behörden keine Priorität, und so landeten die Harkis und ihre Familien meist in Durchgangslagern und dann in „cités d’accueil“, Aufnahmelagern. Hier blieben sie zum Teil bis Mitte der 1970er Jahre.
1962 wird das Camp d'Astor zum Centre d'accueil de rapatriés d'Algérie (CARA, Aufnahmezentrum für Algerien-Rückkehrer). Untergebracht wurden hier allerdings nur die Harkis und ihre Familien. Das Lager, in dem bis zu 1300 Familien gleichzeitig wohnten, war von Stacheldraht umgeben und das Leben dort wurde bis 1975 streng überwacht. Ausgangssperre herrschte ab 22 Uhr, die Familien hatten meist nur einen Raum zur Verfügung und Duschen war nur einmal die Woche möglich. Den Kindern war der Besuch öffentlicher Schulen nicht erlaubt, weshalb es im Lager eine eigene Schule gab. Über die dort herrschenden Bedingungen berichtete ein 1966 mit seinen Eltern in das Lager gekommene Junge:

„In Bias waren alle vier Regionen Algeriens vertreten, es war sehr clanartig, es gab Chaouias, Kabylen. […] Ich komme in diese Schule, es gab nur Araber und ich, ich konnte schon lesen und schreiben, an einem Tag habe ich vier Klassen übersprungen. Und wie ich zu der Zeit sagte, war ich zwar gut in Französisch, Mathematik, Geschichte und Geografie, aber ich war schlecht in arabischen Schimpfwörtern, denn die Kinder dort sprachen noch Arabisch, es gab keine kleinen Franzosen, außer den Kindern des Schuldirektors, der einzigen Person, der noch Respekt gezollt wird, ich war noch der erste, er war die einzige menschliche Person. Er zumindest und eine andere Lehrerin versuchten wirklich, uns zu unterrichten, alle anderen waren damals echte Faschos, es gab viele, die uns sagten: ‚Geht nach Hause, ihr dreckigen Araber‘, zu Kindern, die nicht wussten, was das war. Das Lager Bias ist ein Ort der Gefangenschaft, an dem die Harkis und ihre Kinder von der französischen Gesellschaft abgeschnitten sind. Daher ist es nicht verwunderlich, dass die Sprache, die in Bias von den Harkis und ihren Kindern gesprochen wird, Arabisch und nicht Französisch ist. Bias ist wie alle CTR ein Ort der Segregation und des Ausschlusses. Die Lager sind Orte des Abstiegs, das schulische Niveau ist sehr niedrig.“

Seit Anfang der 1970er Jahre kam es in den Harkis-Lagern zu Protestaktionen gegen die erniedrigenden Lebensumstände, die im August 1975 auch in Bias in einen regelrechten Aufstand mündeten – getragen vor allem von den Jugendlichen im Camp. Es kam zu einer Besetzung, der Inbrandsteckung der Schule und zu einer Geiselnahme. 500 nach Bias entsandte Männer der Compagnies Républicaines de Sécurité (CRS), zwei gepanzerten Fahrzeuge und ein Hubschrauber, der das Lager überflog, sollten die Ruhe wieder herstellen.
Nach der unbeschadeten Freilassung der Geisel und einem Wechsel in der Verwaltung des Lagers beruhigt sich die Lage. „Die Behörden [beschließen] kurzfristige Sofortmaßnahmen, um die allgemeine Unzufriedenheit der ehemaligen Hilfstruppen und ihrer Familien zu besänftigen.“ Das Lager geht in das Eigentum der Gemeinde über, Ausgangsbeschränkungen werden gelockert. Dass die Harkis-Lager in der Folge aufgelöst wurden, führte nach Pierret jedoch nicht zu einer wirklichen Verbesserung der gesellschaftlichen Situation der Harkis und ihrer Kinder. Sie wurden danach außerhalb der Lager ebenso wie andere in Frankreich lebende Nordafrikaner mit dem Rassismus konfrontiert. Das bestätigt auch das Armee-Ministerium, das von weiteren Protestaktionen der Harkis berichtet.

„Die Berücksichtigung der Forderungen auf Entschädigung und Anerkennung dieser Bevölkerungsgruppe erfolgt erst 1991 nach neuen Protesten (Aufstände in den Ballungsräumen mit Familien ehemaliger Hilfstruppen, Demonstrationen, Autobahnblockaden).
Verschiedene Gesetze oder Maßnahmen kennzeichnen die Geschichte der sozialen Gruppe der Harkis (1975, 1982, 1987, 1994, 2005, 2014, 2018) infolge der Spannungen. Sie zeugen von einer immer noch dringlichen Problematik: im sozialen Bereich (Arbeit, Wohnen), im Zusammenhang mit der für manche schwierigen Rückkehr nach Algerien und der politischen Anerkennung ihrer Geschichte. Die Ehrungen und Reden der verschiedenen Präsidenten – Jacques Chirac-2001, Nicolas Sarkozy-2012, François Hollande-2016, Emmanuel Macron-2018 – versuchen, eine Antwort auf diese brennende soziale Frage zu geben.“

In Bias wurden 1989 die meisten Baracken abgerissen. An ihrer Stelle entstand die Siedlung Paloumet-Astor, in der aber auch 2018 noch überwiegend Harkis oder deren Nachfahren wohnten. Laut Patrick Jammes, der 30 Jahre lang als Arzt das Camp d'Astor betreute, sind die heutigen Bewohner und ihre Siedlung „immer noch abgelegen, isoliert, versteckt weit weg von der Stadt. […] Als hätte es etwas Abwertendes an sich, ein Harki zu sein. Das Bias-Lager mag heute verschwunden sein, aber diese traumatisierte Generation ist immer noch dort verwurzelt.“

## Erinnern und Gedenken
Vom Camp d'Astor sind heute nur noch zwei Baracken erhalten.

„Vom Lager ist nichts oder fast nichts übrig geblieben. Hier gibt es kein Gedenkmuseum wie in Rivesaltes (Pyrénées-Orientales). Es gibt keine Überreste. Eine große Fläche mit sonnenvergilbtem Gras, ein Fußballfeld, der rissige Betonsockel des Fahnenmasts, an dem die Farben gehisst wurden. Und eine Siedlung mit bescheidenen Pavillons, die dort gebaut wurden, wo einst auf 10 Hektar 22 Baracken mit Blech- oder Eternitdächern aufgereiht waren, in denen bis zu 1300 Familien gleichzeitig wohnten.“

Seit 2001 erinnerte ein Gedenkstein am Eingang des ehemaligen Camp d'Astor an die Harkis.:S. 32 Die dort angebrachte Gedenktafel ging nur sehr allgemein auf das Schicksal der Harkis ein, in dem ein Gesetzesartikel zitiert wurde, und sie hatte keinen direkten Bezug zur Geschichte der Harkis in Bias. Im September 2018 wurde diese Tafel, das einzige Objekt der Erinnerung an die Harkis in Bias, „zerstört, indem sie in Stücke geschlagen wurde. Ein weiterer Schachzug in Sachen Vergessen.“
2021 stellten die Filmemacherinnen Anne-Charlotte Gourraud und Dalila Kerchouche ihren Dokumentarfilm Bias, le camp du mépris (Bias, das Lager der Missachtung) vor.

„Da der Algerienkrieg immer von Männern erzählt wurde, ist dieser Film ein Novum. Zum ersten Mal beleuchtet er bis heute unsichtbare Gesichter, die der Frauen, und bringt Erzählungen zu Gehör, über die lange Zeit geschwiegen wurde. Eine weibliche Version des Algerienkriegs.
Die Geschichte des Harkis-Lagers Bias im Departement Lot-et-Garonne wird durch die Aussagen derjenigen erzählt, die dort geboren oder aufgewachsen sind. Bisher unveröffentlichtes Archivmaterial enthüllt die Lebensbedingungen in diesem Lager von 1963 bis zu seiner Schließung im Jahr 1975.“